# Климент I
Климент I (на латински: Clemens Romanus I, на гръцки: Κλήμης Ῥώμης, * ок. 50 г. в Рим, † 97 (или 101) в Рим или на полуостров Крим) е раннохристиянски светец, паметта му се почита в Православната църква на 25 ноември по Новоюлианския календар. От следващите Юлианския календар - на 8 декември, а от католиците (по Григорианския календар) - на 23 ноември. В България 25 ноември е и празник на съименника му сред Светите Седмочисленици - Климент Охридски, както и на първия български университет - Софийския университет "Св. Климент Охридски" (до 1916 г. тогава е и общият Студентски празник след което са преместени на 8 декември, а от 1968 г. двата празника се разделят по дата и този на университета е върнат на старата, а общият остава на новата).
Климент е апостол от групата на Седемдесетте апостоли, съгласно официалните хроники на Римокатолическата църква („Annuario Pontificio, citta del Vaticano“). Близък сподвижник на св. ап. Петър и св. ап. Павел. Пръв епископ на Сердика (днес София, столицата на България). Четвърти поред папа (от 88 или 90 до 97 или 99), по други версии – трети или дори втори (като се брои и апостол Петър).

## Творчество
Климент е сред авторите на т.нар. "Апостолски отци". Също така няколко приписвани на него писма се съдържат в сборника, известен като "Лъжеисидорови декреталии", но вероятно повечето са фалшифицирани, както и въобще цялото произведение.
Особено място в ранно-християнската литература заема предполагаемата му автобиографична творба, наричана както "Клементина", така и "Псевдо-Клементина" (според това доколко е приемана за отразяваща реалните факти около живота и възгледите му). Според нея той е римлянин от знатен произход, който дълго време живее разделен от семейството си, което смята за загинало и в търсене на истината за живота след смъртта се увлича по християнството. За да научи повече за него, той заминава (около 23-25-годишен), според тази легенда, за провинция Юдея (преди разрушаването на Йерусалим от Тит, през 70 г.) за да се срещне с автентичните му проповедници, с които силно се сприятелява. Там той намира и близките си, които междувременно са се покръстили. В полемичен дух авторът застъпва виждания характерни повече за последователите на Петър и по-скоро изказва неодобрение към тези на Павел.  "Клементините" имат 2 основни редакции/варианта, известни като "Беседи"/"Омилии" и "Възпоминания". И в двете редом с сюжета за живота на Климент е разгърнат и този за споровете между апостолите и техните привърженици, което е и сред основните теми на "Деянията на апостолите". Опонент на Петър във втората е Симон Влъхва, а в първата - отново той и неколцина други философи. За податка, че тази история би могла да се гради на базата на действителни събития, вероятно може да се смята споменаването на някого си Климент от апостол Павел в неговото "Послание към филипяните", като негов усърден помощник.
Освен това има и няколко творби с теологическа насоченост, които в различно време са се ползвали със славата на написани от него - в по-ново време почти всеобщо смятани за доказани като по-късни по време. Сред тях е и т.нар. "Второ послание на Климент до коринтяните", което всъщност е проповед и апокриф, който погрешно му се приписва. В този смисъл то е окачествено още в Античността от Евсевий Кесарийски и Йероним Блажени. Датира се от II-III в. и е писано от юдеохристиянин в Сирия. Като тълкува текста от книгата Битие (1:27) за сътворението на човека като мъж и жена (Адам и Ева), Псевдо-Климент Римски настоява в алегоричен дух, че под „мъж“ трябва да се разбира Христос, а под „жена“ – Църквата, която принадлежи на духовния свят, но става видима в последните дни, за да спаси човечеството. Повечето изследователи смятат че това учение повтаря учението на гностиците-валентиниани за двойката („сизигия“) предвечни еони, които се наричат „Човек“ и „Църква“. Все пак, това писание, поради сполучливото застъпване на ред морално-етични теми и близкия му до утвърденото като безспорно негово "Първо послание до коринтяните" тон на благочестие и строгост, също като него известно време се приема за канонично.
От своя страна "Първото послание на Климент до коринтяните" (до християните в град Коринт, Гърция) се смята за основополагащо за развитието на християнството и даже е било включвано в някои от първите редакции на "Новия завет". В него за първи път е обоснована идеята за апостолското правоприемство (т.е. че свещениците могат да бъдат действително такива само доколкото са наследници, чрез ръкополагане, на първите християни, които от своя страна имат силата и властта си от самия Исус Христос - сходно с левитите, Мойсей и Йехова; пак там първи прави разграничение между свещениците и миряните и настоява Църквата да се организира, както по подобие на дисциплината, устройството и взаимоотношенията в римските армии, така и по подобие на тези на еврейските народ и Соломонов храм).

## Мощи
Св. ап. Климент първо е епископ на Сердика (дн. София). Предполага се, че е ръкоположен за такъв, както от апостол Петър, така и апостол Павел и в продължение на 15 – 20 години ръководи местната църква, чак след което заминава за Рим по време, в което Петър все още е бил жив. В столицата Климент има голямо влияние над тамошните християни и е близък с апостола - дотолкова, че впоследствие е смятан за прекия му наследник в положението на папа (римски епископ), но изглежда не е започнал да изпълнява тази си длъжност веднага след смъртта му, а едва няколко години по-късно. След като десетина години е папа, Климент или умира като такъв или още приживе предава поста си на Еварист. Вероятно в края на живота си е изпратен в изгнание и в условията на него (според най-ранните сведения за живота му - например у Евсевий Памфил и Руфин Аквилейски) умира от естествена смърт.
Съвпадението на неговото име с това на братовчеда на император Домициан – Тит Флавий Клемент, консул заедно с императора, убит през 95 г. по негова заповед (вероятно по повод на слухове, че симпатизира на християнството или юдаизма, но по-скоро просто за да се отърве от него, като евентуален претендент за престола; в книгата "Дванадесетте цезари" на Гай Светоний Транквил, съвременик на събитията, в която става дума за това, се разказва и за осъждането на смърт на друг човек с името Клемент - консулара Арецин Клемент, описван като близък приятел и пратеник на императора) става причина те да бъдат бъркани един-с друг. Вероятни религиозни причини за екзекуцията на Фабий Клемент се изтъкват не толкова от Светоний, колкото от Дион Касий, въпреки че и Светоний споменава за тежкото положение на "тези които живеели по юдейски, без да обявяват това официално". Все пак, според житиетата му, папа Климент умира едва по времето на император Траян, вероятно след като е прогонен от града от предшественика му Нерва. С времето се появяват твърдения, че той е загинал, като мъченик, а по-късно - и че това не е станало близо до Рим.
През Средновековието, като предполагаемо място на заточението и смъртта му се утвърждава полуостров Херсонес (сега - Крим) - вероятно поради това, че често е бил използван за депортация на неудобни хора в ранната Византийска империя. В съгласие с текущата тогава действителност, на Климент е приписана и съдба, характерна за изгнаниците от по-нисшите прослойки, т.е. заставяне към каторжен труд. Обаче той съчетава отлично битието на роб-черноработник в местните каменоломни с това на чудотворец, благодарение на което покръства огромен за времето си брой затворници и туземци, и с това си навлича смъртна присъда. По версията на житие от 9 век, накрая е удавен в Черно море, завързан за котва. Според православната легенда на дъното на морето изниква храм с неговите мощи (или след отлива го погребват на малък остров) и един път в годината морето се разделя/оттегля дотолкова че храмът да се показва. Тогава християните от околността ходят там на поклонение. Впоследствие по тези места се настаняват хазарите, при които през втората половина на 860 г. монахът Методий (бъдещият архиепископ на Моравия) участва по покана на брат си Константин (Константин-Кирил Философ) във важна църковно-религиозна и политическа мисия. Братята са изпратени там от византийския император Михаил III, в опит да убедят кагана им да се покръсти. На 30 януари 861 г. Константин-Кирил Философ попада на място, което силно му напомня легендарната гробница на Климент, а намира там и подобни останки (скелет, преплетен с котва), от което заключава, че са на папата. Така мощите на св. Климент се озовават в гр. Херсон и се полагат в църквата „Св. Димитър“. Константин-Кирил написва 3 произведения за това: разказ, наричан "Корсунска повест"/"Корсунка легенда", похвално слово и химн за св. Климент. Този химн се пее в гръцките училища в Италия и след смъртта на Кирил, за което споменава Анастасий Библиотекар в свое писмо.
Години по-късно, когато срещат затруднения в своята Моравска мисия, Кирил и Методий известяват тогавашния папа Николай I (858 – 867) за находката си и той изменя отношението си към тях и ги кани на помирителна среща в Рим. В края на 867 г., заедно с учениците си, Кирил и Методий пристигат в града, за да получат папско разрешение относно отслужване на славянска литургия. Те са приети благосклонно от новия папа Адриан II (867 – 872), на когото предават част от мощите на св. Климент. Папата тържествено приема Солунските братя и води шествието на римските жители, които със свещи в ръце посрещат мощите на мъченика. Главата на Римската църква тържествено приема преведените на старобългарски литургични книги, освещава ги и ги полага в църквата „Санта Мария Маджоре“. С това действие папата одобрява службата на славянски език и въобще използването на такъв за богослужебни цели (в противовес на мнението на т.нар. триезичници). В памет на папа Климент I е осветена базиликата „Сан Клементе“ (предполагаемо на мястото на двореца на консула-съименник на светеца) в Рим, където поставят донесените мощи на Климент I и където е погребан и самият Кирил, който умира скоро след това.
Друга част от мощите продължава да се пази в Херсон до времето на княза на Киевска Рус Владимир I, който ги пренася ведно със саркофага в столицата си (в средновековния текст "Повест за изминалите години"/"Начална руска летопис", в който става дума за това, се споменава и ученик на Климент на име Тив). Оттам - но не всичките, защото преди това част от тях са раздадени на разни места, чиито владетели имат благоразположението на киевските - изчезват по време на татарските набези. Самият Херсонес е бил векове наред известен в Западна Европа, като лобно място на папа Климент I и съответно - място за поклонение към паметта му.
След прекратяването под натиска на франките на Моравската мисия и установяването на част от учениците на Кирил и Методий в България (Първото българско царство), култът към Климент I получава по-широко разпространение и в нея. С него са свързвани охридските църкви „Богородица Периблептос“ и „Малък св. Климент“.
През 2020 година в България пристига частица от мощите на Свещеномъченик Климент Сердикийски, папа Римски, заедно с частица от мощите на Свети Потит Сердикийски, първият софийски мъченик. Мощите и на двамата софийски светци са дарение от папа Франциск по молба на Българския патриарх Неофит. Мощите са донесени от представители на Католическата църква. След като главата на Българската православна църква се покланя пред тях в сградата на Софийската митрополия, те са пренесени с празнично литийно шествие до храм „Света София-Премъдрост Божия“, където остават. Шествието е предвождано от Белоградчишкия епископ Поликарп, викарий на патриарх Неофит в качеството му на Софийски митрополит и в него участват десетки свещеници от осемте духовни околии на Софийска епархия. Въпреки дългогодишната липса в София на храм, специално посветен на първия епископ на Сердика, светецът редовно се почита в града. Частицата от мощите му се изнася за поклонение в деня на светеца - на 24-ти за вечерната служба в навечерието на празника, и на 25-ти ноември за литургията в самия ден на празника на Свети Климент.

## Издания
- Климент Римский. Послания о девстве.
- Св. Климент Римски. Две послания до коринтяните. Преводач: Димитър Димитров. С., Синодално издателство, 2011.

## Изследвания
- Савваитов П. И. Святой Климент, еп. Римский. Патрологический опыт. СПб., 1852.
- Августин (Гуляницкий), еп. Два окружныя послания св. Климента Римскаго о девстве, или к девственникам и девственницам. – Труды Кiевской Духовной Академiи, 1869, май, 193 – 201;
- Cелин, А. А. О посвящении сельских храмов в Новгородской земле XVI в. Св. Климент (папа римский). – В: Теорет. конф. „Философия религии и религиозная философия: Россия. Запад. Восток“: ТД, СПб., 1995, 80 – 82.
- Уханова, Е. В. Культ св. Климента, папы Римского, в истории византийской и древнерусской церкви IX – первой половины XI в. – Annali del’Istituto universario Orientale di Napoli. Aion Slavistica, 5, 1997 – 1998, 514 – 519.
- Задворный, В. Л. Первое Послание Климента I к коринфянам Архив на оригинала от 2016-03-05 в Wayback Machine. // Он же. Сочинения римских понтификов эпохи поздней Античности и раннего Средневековья (I-IX вв.). М., изд. францисканцев, 2011, 27 – 32;
- Задворный, В. Л. Климент I – первый небесный покровитель Древней Руси Архив на оригинала от 2014-04-19 в Wayback Machine. // Он же. Сочинения римских понтификов эпохи поздней Античности и раннего Средневековья (I-IX вв.). М., изд. францисканцев, 2011, 274 – 280;
- Каравълчев, В. Г. Св. Климент, папа Римски – първи епископ на София[неработеща препратка]; Вероятно по-голяма част от оригиналния текст в статия със същото заглавие и обявен същият автор:  (на страницата се съдържа линк подобен на първия, който може би също е неработещ).